# Abbeville (Alabama)
Abbeville é uma cidade localizada no estado americano do Alabama, no Condado de Henry.

## Demografia
Segundo o censo americano de 2000, a sua população era de 2987 habitantes. Em 2006, foi estimada uma população de 2959, um decréscimo de 28 (-0.9%).

## Geografia
De acordo com o United States Census Bureau tem uma área de 40,4 km², dos quais 40,3 km² cobertos por terra e 0,1 km² cobertos por água.

## Localidades na vizinhança
O diagrama seguinte representa as localidades ao redor de Jackson. Marcas amarelas indicam localidades com mais de vinte mil habitantes, enquanto marcas pretas indicam localidades com menos de vinte mil habitantes.